# Ariel Zárate
Ariel Silvio Zárate (Buenos Aires, 13 luglio 1973) è un ex calciatore argentino, di ruolo centrocampista.

## Biografia
Ha quattro fratelli, di cui tre calciatori: due più giovani, Rolando, che si è ritirato dal calcio nel 2012, e Mauro, che ha un passato calcistico in Argentina, Inghilterra e Italia, e uno più grande, Sergio, che ora ricopre il ruolo di procuratore sportivo.

## Carriera

### Club
La sua carriera professionistica inizia in Messico al Club Deportivo Toluca, dopodiché, passato un anno al Riccione Calcio in Italia, Zárate trascorre sette anni in Spagna giocando con Cádiz CF, CF Malaga (contribuendo, nel 1999, alla promozione degli andalusi in Primera División), Elche CF e Xerez CD.
Successivamente, Zárate torna in Argentina, per giocare con alcune squadre di piccolo rango: Club Deportivo Morón, Club Deportivo Social y Tristán Suárez e Club Atlético All Boys.

## Palmarès

### Tornei nazionali
- Terza Divisione: 1

All Boy: 2007-2008

### Tornei internazionali
- Coppa Intertoto UEFA: 1

Malaga: 2002